# Ticherra acte
Ticherra acte är en fjärilsart som beskrevs av Moore 1857. Ticherra acte ingår i släktet Ticherra och familjen juvelvingar. Inga underarter finns listade i Catalogue of Life.

## Bildgalleri

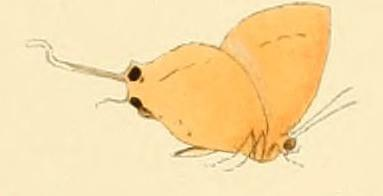
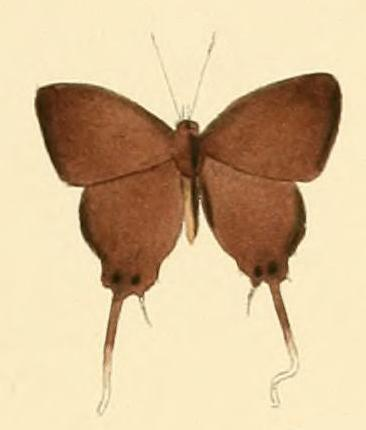